# Гай Овиний Тертул
Гай Овиний Тертул (на латински: Gaius Ovinius Tertullus) е политик и сенатор на Римската империя през края на 2 век и началото на 3 век.
През 198 – 201 г. той е управител на провинция Долна Мизия.